# Największe przeboje 1981–1987 (1)
Największe przeboje 1981-1987 (1) – album kompilacyjny zespołu Lombard. Wydany w roku 1994 nakładem wydawnictwa Rock Long Luck.
Nagrań dokonano: Sala Filharmonii Szczecińskiej – Polskie Radio Szczecin (1, 4, 7); Studio "Giełda” – Polskie Radio w Poznaniu, Mix Fendal Sound Recording – Leonen, Holandia (2, 5); Studio „Giełda” – Polskie Radio w Poznaniu (3, 8, 10); Studio Polskiego Radia w Szczecinie (6, 9, 11); Studio „Tonpress” (12); Foto: Jacek Gulczyński, Maciej Mańkowski, Z. Walter, Maciej Olsztyński. Projekt: Krzysztof Dziamski & Jacek Gulczyński / Colt Group.

## Lista utworów
1. „Nasz ostatni taniec” (Grzegorz Stróżniak – Leszek Pietrowiak) – 4:21
2. „Mam dość” (Grzegorz Stróżniak – Małgorzata Ostrowska) – 3:46
3. „Stan gotowości” (Grzegorz Stróżniak – Jacek Skubikowski) – 4:48
4. „Przeżyj to sam” (Grzegorz Stróżniak – Andrzej Sobczak) – 7:49
5. „Anatomia – ja płynę, płynę” (Grzegorz Stróżniak – Małgorzata Ostrowska) – 3:56
6. „O jeden dreszcz” (Jacek Skubikowski – Marek Dutkiewicz) – 3:06
7. „Diamentowa kula” (Grzegorz Stróżniak – Marek Dutkiewicz) – 4:13
8. „Wolne od cła” (Grzegorz Stróżniak – Marek Dutkiewicz) – 3:15
9. „Ocalić serca” (Grzegorz Stróżniak – Małgorzata Ostrowska) – 4:25
10. „Szara maść” (Grzegorz Stróżniak – Jacek Skubikowski) – 4:47
11. „Odejść bez pożegnań” (Grzegorz Stróżniak – Małgorzata Ostrowska) – 3:56
12. „Adriatyk, ocean gorący” (Grzegorz Stróżniak – Małgorzata Ostrowska) – 6:38